# Ringside
Ringside es una banda californiana de música. La componen Scott Thomas y el actor Balthazar Getty y fusionan indie rock con ritmos electrónicos. Su álbum de debut, Ringside, se publicó en abril de 2005 con la canción "Tired of being sorry", cuyo videoclip fue dirigido por Joaquín Phoenix, y en el que aparecen los actores Dermot Mulroney (como MC), Christian Slater, Casey Affleck, Drew Fuller y Michelle Trachtenberg.

## Discografía
- Ringside (2005)